# Saint-Roman
Saint-Roman este o comună în departamentul Drôme din sud-estul Franței. În 2009 avea o populație de 162 de locuitori.

## Evoluția populației
| An        | 1975 | 1982 | 1990 | 1999 | 2006 | 2009 |
| --------- | ---- | ---- | ---- | ---- | ---- | ---- |
| Populație | 119  | 145  | 160  | 136  | 156  | 162  |